# Omul care râde (film din 1921)
Omul care râde (în germană Das grinsende Gesicht) este un film mut austriac din 1921, regizat de Julius Herzka după scenariul scris de Louis Nerz. În rolurile principale au interpretat actorii Anna Kallina⁠(d), Nora Gregor⁠(d) și Lucienne Delacroix. Este prima adaptare cinematografică care a supraviețuit a romanului gotic din 1869 al lui Victor Hugo, Omul care râde.

## Rezumat
La sfârșitul secolului al XVII-lea, în Franța, tânărul fiu al unui văduv este răpit de țigani, care îi taie fața pentru a lăsa un rânjet permanent pe chipul copilului. Când tânărul desfigurat (Franz Hobling) crește, se îndrăgostește de o fată oarbă pe nume Dea (Lucienne Delacroix) și cei doi se alătură unei companii în turneu. El de să drept Gwynplaine și crează un număr în care își dezvăluie chipul hidos în fața mulțimii pentru bani. O socialistă seducătoare, perversă sexual, pe nume Josiane, ajunge să fie atrasă de el și caută să-l posede. 
Mai târziu el află că este singurul moștenitor al unei averi, dar alege să rămână cu familia sa adoptivă.

## Distribuție
Distribuția este adaptată din lucrarea Down from the Attic: Rare Thrillers of the Silent Era through the 1950s (2016): 
- Anna Kallina⁠(d) – Regina Ana
- Nora Gregor⁠(d) – Ducesa Josianne
- Jimmy Court – Lordul David Dirry-Moir
- Armin Seydelmann – Lordul Boilingborke
- Franz Höbling⁠(d) – Gwynplaine
- Lucienne Delacroix – Dea

## Producție
Das grinsende Gesicht (Omul care râde) a fost o producție a Olympic-Film, o mică companie de film din Austria.
Este prima adaptare cinematografică care a supraviețuit a romanului gotic din 1869 al lui Victor Hugo, Omul care râde.
Regizorul filmului a fost Julius Herzka⁠(d), care a regizat mai mult opere și piese de teatru și doar câteva filme de cinema.

## Lansare și primire
Das grinsende Gesicht (Omul care râde) a avut o avanpremieră comercială la Viena la 22 octombrie 1920 și o lansare generală la 18 martie 1921.
Filmul a fost distribuit inițial în Austria și Germania.
A beneficiat și de o distribuție internațională, fiind proiectat la Havana în octombrie 1921 când a fost importat de Antillian Film Co. 
În recenzii retrospective, autorii cărții Down from the Attic: Rare Thrillers of the Silent Era through the 1950s (2016) au descris filmul ca „o adaptare serioasă și fidelă – cu toate că este oarecum neinspirată”.